# Sudamericano de Rugby A 2013
El Sudamericano de Rugby A de 2013 se jugó en Montevideo, Uruguay y fue organizado por la Confederación Sudamericana de Rugby (CONSUR) y la unión de ese país (URU).
El torneo fue parte del proceso de clasificación americano para el mundial de Inglaterra 2015 en la que Argentina ya estaba clasificada, de esta forma, se determinó otra tabla con los tres partidos en que se enfrentaron Brasil, Chile y Uruguay y fueron válidos por un puesto en la carrera mundialista.
El duelo Chile - Brasil no se jugó en Uruguay dado que el primero tenía derecho a la localía por ubicarse en un puesto superior del ranking IRB, la federación de ese país fijó el estadio Germán Becker de Temuco para recibir a los brasileros. Los 5 partidos a jugarse en Montevideo se llevaron a cabo en el Estadio Charrúa.

## Partido por el ascenso
Existió un partido preliminar entre Paraguay y Brasil por el cuarto y último cupo a la División A y a la ronda de clasificación al Mundial. Paraguay llegó a esta instancia en calidad de ganador del Sudamericano B 2012 y posterior vencedor del partido frente a Bermudas, y Brasil por ser último del Sudamericano A 2012.
Los Tupís que tuvieron el privilegio de la localía por encontrarse mejor ubicados en el ranking IRB eligieron el estadio Nicolau Alayon de São Paulo para disputar el partido y al quedarse con la contienda permanecieron en el nivel "A" mientras que los Yacarés se resignaron a jugar el Sudamericano "B".
| 27 de octubre 13:30                | Brasil | 35 - 22 | Paraguay | estadio Nicolau Alayon, São Paulo, Brasil |                                        |
|                                    |        | Reporte |          | Árbitro(s): Federico Anselmi Argentina    | Árbitro(s): Federico Anselmi Argentina |
| Brasil clasifica al Sudamericano A |        |         |          |                                           |                                        |

## Equipos participantes
- Selección de rugby de Argentina (Los Pumas)
- Selección de rugby de Brasil (Los Tupís)
- Selección de rugby de Chile (Los Cóndores)
- Selección de rugby de Uruguay (Los Teros)

## Posiciones[10]
| Pos. | Equipo    | Encuentros | Encuentros | Encuentros | Encuentros | Tantos  | Tantos    | Tantos     | Puntos |
| Pos. | Equipo    | jugados    | ganados    | empatados  | perdidos   | a favor | en contra | diferencia | Puntos |
| ---- | --------- | ---------- | ---------- | ---------- | ---------- | ------- | --------- | ---------- | ------ |
| 1    | Argentina | 3          | 3          | 0          | 0          | 197     | 28        | + 169      | 9      |
| 2    | Uruguay   | 3          | 2          | 0          | 1          | 99      | 45        | + 54       | 6      |
| 3    | Chile     | 3          | 1          | 0          | 2          | 57      | 130       | - 73       | 3      |
| 4    | Brasil    | 3          | 0          | 0          | 3          | 29      | 179       | - 150      | 0      |

Nota: Se otorgan 3 puntos al equipo que gane un partido, 1 al que empate y 0 al que pierda
|  | Campeón y disputará el SR A 2014 |

|  | Clasificados al SR A 2014 |

|  | A repechaje por la permanencia en división A |

## Resultados

### Primera Fecha
| 27 de abril 15:30 | Uruguay | 18 - 29 | Argentina | Estadio Charrúa, Montevideo, Uruguay |                                    |
|                   |         | Reporte |           | Árbitro(s): Felipe Balbontín Chile   | Árbitro(s): Felipe Balbontín Chile |

| 27 de abril 18:00 | Chile | 38 - 22 | Brasil | Estadio Germán Becker, Temuco, Chile  |                                       |
|                   |       | Reporte |        | Árbitro(s): Claudio Antonio Argentina | Árbitro(s): Claudio Antonio Argentina |

### Segunda Fecha
| 1 de mayo 13:00 | Argentina | 85 - 10 | Chile | Estadio Charrúa, Montevideo, Uruguay |                                    |
|                 |           | Reporte |       | Árbitro(s): Joaquín Montes Uruguay   | Árbitro(s): Joaquín Montes Uruguay |

| 1 de mayo 15:30 | Uruguay | 58 - 7  | Brasil | Estadio Charrúa, Montevideo, Uruguay |                                      |
|                 |         | Reporte |        | Árbitro(s): Juan Silvestre Argentina | Árbitro(s): Juan Silvestre Argentina |

### Tercera Fecha
| 4 de mayo 13:00 | Argentina | 83 - 0  | Brasil | Estadio Charrúa, Montevideo, Uruguay |                                    |
|                 |           | Reporte |        | Árbitro(s): Joaquín Montes Uruguay   | Árbitro(s): Joaquín Montes Uruguay |

| 4 de mayo 15:30 | Uruguay | 23 - 9  | Chile | Estadio Charrúa, Montevideo, Uruguay     |                                          |
|                 |         | Reporte |       | Árbitro(s): Francisco Pastrana Argentina | Árbitro(s): Francisco Pastrana Argentina |

| Bandera de Argentina    |
| Campeón Argentina       |
| Trigésimo cuarto título |

## Clasificación a Inglaterra 2015
Brasil, Chile y Uruguay pelearon por continuar en carrera para clasificar a la Copa Mundial de Rugby de 2015. El ganador del triangular fue el equipo local y por este motivo enfrentó en dos partidos a Estados Unidos por un lugar en la copa, luego de un empate y una derrota perdió la posibilidad de clasificar directo y se resignó a un repechaje. También los Teros obtuvieron el pasaje para jugar en octubre la Americas Rugby Championship edición 2013.
| Pos. | Equipo  | Encuentros | Encuentros | Encuentros | Encuentros | Tantos  | Tantos    | Tantos     | Puntos |
| Pos. | Equipo  | jugados    | ganados    | empatados  | perdidos   | a favor | en contra | diferencia | Puntos |
| ---- | ------- | ---------- | ---------- | ---------- | ---------- | ------- | --------- | ---------- | ------ |
| 1    | Uruguay | 2          | 2          | 0          | 0          | 81      | 16        | + 65       | 6      |
| 2    | Chile   | 2          | 1          | 0          | 1          | 47      | 45        | + 2        | 3      |
| 3    | Brasil  | 2          | 0          | 0          | 2          | 29      | 96        | - 67       | 0      |

Nota: Se otorgan 3 puntos al equipo que gane un partido, 1 al que empate y 0 al que pierda
|  | Continúa en eliminatoria al RWC 2015 y juega el ARC 2013 |

|  | Eliminados de la RWC 2015 y del ARC 2013 |